# Amalrik jeruzsálemi király
Amalrik (ismert még mint Amalrich; latinul: Amalricus, franciául: Amaury; 1136 – Jeruzsálem, 1174. július 11.) 1152–1162 között Jaffa és Aszkalon grófja, majd 1162–1174 között Jeruzsálem királya. Courtenay Ágnessel kötött első házassága révén két további jeruzsálemi uralkodó, IV. Balduin és Szibilla, Komnénosz Máriával kötött második házassága révén még egy további uralkodó, I. Izabella édesapja.

## Ifjúkora
Amalrik 1136-ban született Fulkó király és anjoui gróf, valamint Melisenda királynő második gyermekeként. Szülei társuralkodókként álltak az ország élén, majd Fulkó halála után bátyját, Balduint koronázták meg anyja társuralkodójaként.
A hatalom kezdetben Melisenda kezében volt, ám ahogy Balduin egyre idősebb lett, úgy akart több beleszólást a kormányzásba. 1152-ben Balduin egyeduralkodóvá akarta koronázni magát, mire Melisenda a bárói és lovagi tanács elé vitte az ügyet, ami felosztotta kettőjük között az országot. Balduin azonban hamarosan megtámadta édesanyja országrészét, így Melisendának és Amalriknak menekülnie kellett. Amalrik ekkor a jaffai gróf tisztségét viselte, melyet tizenhatodik életévének betöltésekor, 1151-ben kapott meg. Amalrik a polgárháborúban édesanyja mellé állt, így amikor Balduin megtámadta őket, a Dávid-toronyban húzták meg magukat. 1153-ban Balduin legyőzte Melisendát, akinek így le kellett mondania királynői rangjáról, és Balduin ettől kezdve egyeduralkodóként ült Jeruzsálem trónján. Ugyanebben az évben Balduin bevette Aszkalont egy kemény ostrom után, melyet hozzácsatolt Amalrik grófságához, így ettől kezdve Amalrik hivatalosan Jaffa és Aszkalon grófja volt.

### Házassága
1157-ben Amalrik édesanyja tanácsára feleségül vette Courtenay Ágnes edesszai grófnőt, II. Joscelin edesszai gróf leányát, aki Edessza 1150-es eleste óta Jeruzsálemben élt. Fulkó pátriárka ellenezte a frigyet, mert Ágnes és Amalrik ükapja is I. Guido montlhéry-i lord volt, tehát távoli rokonok voltak, és az egyház tiltotta a vérrokonok közötti házasságot. A pátriárka elhunyta után azonban minden akadály megszűnt, így egybekeltek. A párnak három gyermeke született:
- Szibilla hercegnő (1160 – 1190), később Jeruzsálem királynője
- Balduin herceg (1161 – 1185), később Jeruzsálem királya
- Alix hercegnő (meghalt csecsemőként).

### Trónöröklése
III. Balduin 1162-ben halt meg, gyermektelenül, így a trónon öccse, Amalrik követte őt. A nemesség azonban ellenkezett Ágnes miatt, hiszen ugyan 1157-ben beleegyeztek a házasságba; ám most nem akarták Ágnest királynéjukként látni, elsősorban azért, mert rokoni kapcsolatban állt férjével. Így a nemesek és a lovagok kijelentették, hogy nem hajlandóak elismerni királyuknak Amalrikot, hacsak nem válik el Ágnestől.
Amalrik engedett a nyomásnak, így a pátriárka felbontotta a házasságot. Ágnes továbbra is viselte a jaffai és aszkaloni grófné címet, és rendszeres jövedelmet kapott a királyság bevételeiből. Gyermekeit, Balduint és Szibillát nem zárták ki a trónörökösödési sorrendből, valamint az egyház is legitim utódként tekintett rájuk, így a királyi cím várományosa Balduin lett. Később Ágnes feleségül ment Hugó ibelini grófhoz, akivel már egyszer eljegyezték, csak később az Amalrikkal kötött újabb eljegyzés miatt ezt felbontották. Amalrik halála után Ágnes nagy befolyásra tett szert a királyságban, lévén hogy az ő gyermeke került Jeruzsálem trónjára.

## Uralkodása
1147-től kezdve az ország északi határait Núr ad-Dín vezér fenyegette, aki elfoglalta Moszult, Aleppót, később pedig Damaszkuszt is, bár ez utóbbi nemsokára kikerült a befolyása alól.

A Jeruzsálemi Királyság továbbá elvesztette hatalmát Szíria felett, amikor a Bizánci Birodalom az uralma alá hajtotta az Antiochiai Fejedelemséget. Ugyan Bizánc hatalma mindinkább kezdett meggyengülni, de még mindig elég erős ellenfél volt a keresztes államok számára.
Amalrik uralkodása fő céljának azt tűzte ki, hogy elfoglalja Egyiptomot, ugyanis mind ő, mind a muszlimok tisztában voltak vele, hogy a gyengekezű Fátimida-uralkodók irányította ország kulcsfontosságú szerepet tölt be, elsősorban földrajzi elhelyezkedése miatt. Már III. Balduin is tervezett egy Egyiptom ellen irányuló hadjáratot, miután bevette Aszkalont, ám erre életében nem került sor.

### Harcok Egyiptommal
Amalrik első egyiptomi hadjáratát 1163-ban, egy évvel trónra lépte után vezette, azzal az ürüggyel, hogy az ország nem fizetett adót Jeruzsálemnek, ami szerinte III. Balduin uralkodásának kezdete óta kötelező volt Egyiptom számára.
Egyiptom új vezírje, Dirgám, aki nemrégiben került ebbe a pozícióba, Pelusiumnál ütközött meg Amalrikkal. A csatát a keresztesek elvesztették, így visszavonulásra kényszerültek, és Bilbeis-be mentek. Itt azonban az egyiptomiak megnyitották a Nílus gátjait, ami elárasztotta a területet, megakadályozva ezzel Amalrik továbbvonulását. A király hazatért Jeruzsálembe, míg az előző vezír, akinek Dirgám megdöntötte a hatalmát, Núr ad-Dínhoz fordult segítségért. Núr ad-Dín elküldte egyik vezírét, Sirkuht Sauár kérésére, mire Dirgám Amalriktól kért támogatást. A király megütközött Sauár seregeivel, a csatában azonban életét vesztette Dirgám, de Sauár, aki rettegett attól, hogy a Núr ad-Dín által küldött vezír átveszi tőle a hatalmat, szintén Amalrik segítségéért folyamodott. Amalrik 1164-ben tért vissza Egyiptomba, és megtámadta Bilbeis-t, mire Sirkuh Damaszkuszba vonult vissza.
Amalrik nem tudta folytatni az egyiptomi hadjáratát, mivel a harimi csatában Núr ad-Dín fogságba ejtette II. Bohemund antiochiai fejedelmet és III. Rajmund tripoliszi őrgrófot. A király megkapta Antiochia és Tripolisz felett a régensi hatalmat, majd 1165-ben kiváltotta II. Bohemundot a rabságból (III. Rajmund egészen 1173-ig a szeldzsukok fogságában maradt). 1166-tal egy viszonylag békés év köszöntött a Szentföldre, így Amalrik nekilátott a Bizánccal való kapcsolat rendezésének, továbbá egy új feleség keresésének; valamint elkezdett a Núr ad-Dín elleni támadásra koncentrálni, aki időközben bevette Banyast.
1167-ben Núr ad-Dín visszaküldte Sirkuht Egyiptomba, Amalrik pedig követte őt, és tábort vert Kairó mellett. Sauár, Sirkuhtól tartva újból szerződést kötött Amalrikkal. Sirkuh, aki a Nílus ellenkező partján vert tábort, megütközött Amalrikkal, azonban a csata kimenetele eldöntetlen maradt, így Amalrik visszavonult Kairóba, Sirkuh pedig megostromolta Alexandriát. Amalrik Sirkuh után ment, és a jeruzsálemi flotta segítségével megtámadta őt. Sirkuh békét ajánlott, amit Amalrik elfogadott, így Alexandria a keresztesek kezére került. A békeszerződés mindkét fél számára előnyösnek bizonyult; Amalrik pedig hazatért Jeruzsálembe.

### Szövetség a Bizánci Birodalommal
Miután 1167-ben Amalrik visszatért a fővárosba, feleségül vette Mária Komnéna bizánci hercegnőt, I. Manuél bizánci császár egyik unokahúgát. A frigyet majdnem két évig tartó tárgyalások előzték meg, mivel Amalrik ragaszkodott hozzá, hogy a császár adja vissza Jeruzsálemnek Antiochiát. Mária és Amalrik végül 1167. augusztus 17-én, Türoszban keltek egybe, és két gyermekük született:
- Izabella hercegnő (1172 – 1205), később Jeruzsálem királynője
- koraszülött gyermek.

Az esküvő alatt a jeruzsálemi anyakirályné, III. Balduin özvegye és született Teódora Komnéna bizánci hercegnő az unokatestvérével, I. Andronikosszal Damaszkuszba szöktek, így Akkon megint királyi kézbe került. Ugyancsak ebben az időben bízta szentelte fel Amalrik Türoszi Vilmost Türosz főesperesévé, és megbízta azzal, hogy írja meg a királyság történelmét.
1168-ban I. Mánuel császár és Amalrik egy újabb Egyiptom elleni hadjáratot terveztek. A tárgyalásokat Türoszi Vilmos bonyolította le Konstantinápolyban. A Sauárral kötött békeszerződés ugyan még érvényben volt, de Amalrik nem törődött vele, és Sauárt megvádolta azzal, hogy titokban szövetkezni akar Núr ad-Dínnel. Az Ispotályos Lovagrend teljes mértékben támogatta az ötletet, ellenben a Templomos Lovagrend tiltakozott. „Egyesek azt beszélték, hogy a templomosok féltékenyek voltak, mert a terv az ispotályosok nagymesterétől származott. Másokat felbőszített, hogy a rend, amelyet a Szentföld védelmére alapítottak, nem támogatja a királyt, és sopánkodtak, hogy a templomosokon nagy függetlenségükben úrrá lett a büszkeség”.
Októberben, anélkül, hogy megvárta volna a Bizáncból érkező segítséget, Amalrik megtámadta, majd elfoglalta Bilbeis-t. A város lakosságát rabláncra fűzték, vagy lemészárolták. A király márciusban Kairó felé vonult, ahol Sauár rengeteg aranyat ajánlott fel az uralkodónak. Ezalatt Núr ad-Dín, Sirkuh vezetésével csapatokat küldött Egyiptomba, ám ezek elől Amalrik visszavonult Jeruzsálembe.

### Szaladin felemelkedése

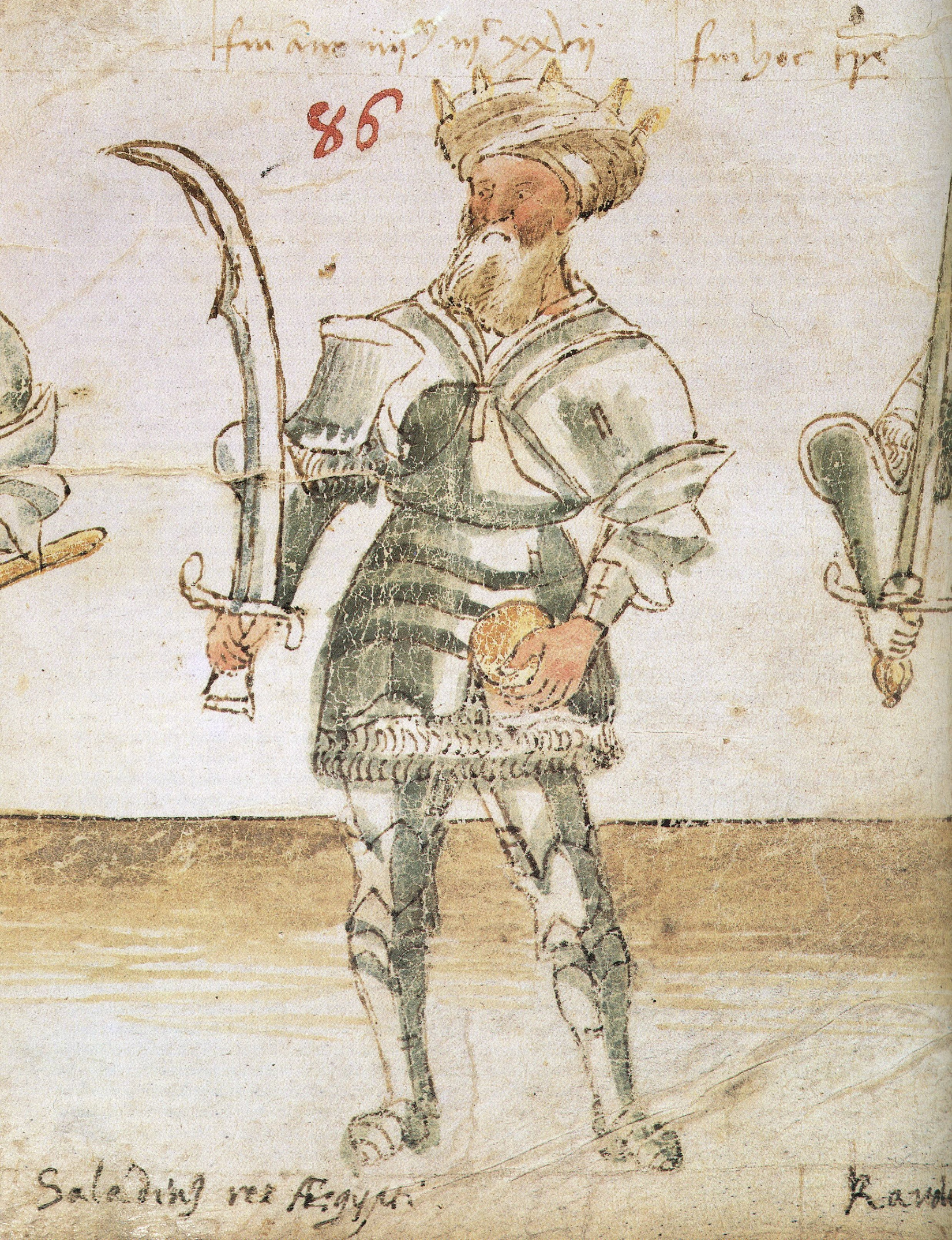
Szaladin, Egyiptom vezírje

1169 januárjában Sirkuh meggyilkoltatta Sauárt, így ő lett a vezír, ám márciusban ő is meghalt. Örökébe unokaöccse, a fiatal Szaláh ad-Dín Júszuf ibn Ajjúb, vagy ismertebb nevén Szaladin lépett. Amalrikot figyelmeztették az új vezír kiváló hadvezéri képességeire, így a király elküldte Türosz érsekét, Frederick de la Roche-t, hogy kérjen segítséget Európa királyaitól és nemeseitől. A segélykérés süket fülekre talált, ugyanakkor azonban Bizánc egy flottát bocsátott Jeruzsálem rendelkezésére. A keresztes királyság így októberben megtámadta Damiettát, szárazföldön és tengeren egyaránt. Az ostrom hosszúra nyúlt, a keresztes hadak éheztek; ráadásul a két tábor között ellenségeskedés ütötte fel a fejét, mivel kölcsönösen egymást hibáztatták a folyamatos kudarcokért. Amalrik kénytelen volt békét kötni Szaladinnal, és hazatérni.
1170-ben Szaladin megtámadta Jeruzsálemet, és bevette Eilatot, elvágva így a fővárost a Vörös-tengerrel való összeköttetéstől. Nem sokkal ezután bekerítette Daront, egy erős várat a Földközi-tenger partján. A város már éppen megadta volna magát, amikor az Amalrik és a templomosok által vezetett felmentősereg megérkezett.

1171-ben Amalrik elutazott a bizánci fővárosba, hogy segítséget kérjen a császártól, valamint újfent követeket küldött az európai uralkodókhoz; az érdembeli válasz azonban megint elmaradt.
1172-ben követség érkezett Amalrikhoz az asszaszinoktól, hogy segítséget kérjenek. Az asszaszinok harcos síiták voltak, akiknek nem tetszett, hogy a szunnita Szaladin uralja Egyiptomot. A szövetséget megkötötték, az egyetlen feltétel az volt, hogy a korábban adókötelezettséggel sújtott területüket mentsék fel az adózás alól. Amalrik ezt teljesítette, továbbá ígéretet tett az adót beszedő templomosoknak, hogy kárpótolni fogja őket.

Az asszaszinok fővárosába visszatérő követséget útközben azonban megtámadta és megölte egy templomos lovag, akinek a rend nagymestere, Odo de Saint-Amand ezután pártját fogta, és nem volt hajlandó kiadni a királynak, mondván, hogy a templomosok csak a pápának tartoznak engedelmességgel.
A megharagított Amalrik erre Szidonba lovagolt egy kisebb sereg élén, és személyesen tartóztatta le a gyilkosságot elkövető lovagot. Az asszaszinokkkal kötött szövetségből nem lett semmi, ugyanis a templomosok továbbra is hevesen ellenezték a dolgot, ráadásul tiltakozásuk jeléül egy kis csata után átengedtek a muszlimoknak egy erődöt. A király a csatában részt vevő összes templomost felakasztatta, majd nekilátott egy, a pápához szóló levél megírásának, amelyben a rend feloszlatását kérte. A levelet azonban nem tudta elküldeni, mivel még a befejezése előtt elhunyt.

## Halála
Núr ad-Dín 1174-ben távozott el az élők sorából, mialatt Amalrik megpróbálkozott Banyas visszafoglalásával. A sikertelen vállalkozás után a hazafelé vezető úton vérhast kapott, melyet számos külföldi orvos próbált meggyógyítani – sikertelenül. A király Jeruzsálemben hunyt el, 1174. július 11-én.
Halálos ágyán Amalrik feleségének, Mária királynénak, valamint egyetlen közös gyermeküknek, Izabella hercegnőnek adta Nablusz városát. Utódjaként egyetlen fia, a leprában szenvedő Balduin követte, újból hatalomhoz juttatva Amalrik első feleségét, Ágnest.

## Fordítás
- Ez a szócikk részben vagy egészben  az   Amalric I of Jerusalem című angol Wikipédia-szócikk ezen változatának fordításán alapul.  Az eredeti cikk szerkesztőit annak laptörténete sorolja fel. Ez a jelzés csupán a megfogalmazás eredetét és a szerzői jogokat jelzi, nem szolgál a cikkben szereplő információk forrásmegjelöléseként.